# Palamas
Palamas (gr. Παλαμάς) – miejscowość w Grecji, w administracji zdecentralizowanej Tesalia-Grecja Środkowa, w regionie Tesalia, w jednostce regionalnej Karditsa. Siedziba gminy Palamas. W 2011 roku liczyła 5745 mieszkańców.